# Вакцинація проти COVID-19 у Південній Кореї
Вакцинація проти COVID-19 у Південній Кореї — це кампанія масової імунізації населення Південної Кореї проти COVID-19 під час пандемії коронавірусної хвороби. Вакцинація проти COVID-19 у країні розпочалась 26 лютого 2021 року.

## Програма вакцинації
Щоденні оновлення графіку вакцинації надає Корейське агентство з контролю та профілактики захворювань.
Станом на 5 липня 2021 року темпи вакцинації сповільнилися з 20 червня через дефіцит вакцин. Рівень вакцинації залишався на рівні 29 % більше двох тижнів. За даними видання «ЧунАн Ільбо», станом на 5 липня залишок вакцини проти COVID-19 становив 1,8 мільйона доз, у тому числі 1,4 мільйона вакцини Pfizer.
6 липня 2021 року повідомлено, що Південна Корея підписала угоду з Ізраїлем про позику 700 тисяч доз вакцини Pfizer-BioNTech, термін придатності яких закінчувався. Південна Корея мала повернути Ізраїлю таку ж кількість вакцини приблизно у вересні або жовтні цього року.
29 листопада 2021 року президент Мун Чже Ін закликав швидко запровадити ревакцинацію проти COVID-19 у відповідь на збільшення кількості важких випадків і смертей після послаблення дотримання карантинних заходів.

## Передумови
10 лютого 2021 року Південна Корея надала попереднє схвалення вакцині Oxford–AstraZeneca проти COVID-19, що дозволило запровадити дворазову схему вакцинації всім дорослим, у тому числі людям похилого віку. Однак схвалення супроводжувалося попередженням про необхідність введення вакцини особам старшим 65 років через обмеженість даних про цю демографічну групу в клінічних дослідженнях.
14 квітня 2021 року до країни прибули додаткові 250 тисяч доз вакцини Pfizer—BioNTech.
3 червня 2021 року США передали Південній Кореї один мільйон доз вакцини Johnson & Johnson. США спочатку оголосили про пожертвування 550 тисяч доз південнокорейським військам, які працюють у тісному контакті з американськими військовими.
19 серпня 2021 року Румунія вирішила передати Південній Кореї 450 тисяч доз вакцини Moderna, термін придатності яких закінчився.

## Використання вакцин
| Вакцина            | Прогрес                  | Замовлені дози | Виробник                | Зауваження                 |
| ------------------ | ------------------------ | -------------- | ----------------------- | -------------------------- |
| Oxford-AstraZeneca | Допущено до використання | 20 мільйонів   | SK Bioscience           | -                          |
| Oxford-AstraZeneca | Допущено до використання | до 2,6 млн     | SK Bioscience Catalent  | COVAX                      |
| Pfizer–BioNTech    | Допущено до використання | 96 мільйонів   | Pfizer                  | -                          |
| Pfizer–BioNTech    | Допущено до використання | до 0,4 млн     | Pfizer                  | COVAX                      |
| Pfizer–BioNTech    | Допущено до використання | 0,7 мільйона   | Pfizer                  | Обмін вакцинами з Ізраїлем |
| Pfizer–BioNTech    | Допущено до використання | 1 мільйон      | Pfizer                  | Обмін вакцинами з Румунією |
| Janssen            | Допущено до використання | 6 мільйонів    | Emergent BioSolutions   | -                          |
| Janssen            | Допущено до використання | 1,4 мільйона   | Emergent BioSolutions   | Пожертва зі США            |
| Moderna            | Допущено до використання | 40 мільйонів   | Lonza Samsung Biologics | -                          |
| Moderna            | Допущено до використання | 0,4 мільйона   | Lonza                   | Пожертва з Румунії         |
| Novavax            | Допущено до використання | 40 мільйонів   | SK Bioscience           | -                          |
| Спутник V          | Попереднє схвалення      | Ні             | «Hankook Korus Pharm»   | -                          |
| SKYCovione         | Допущено до використання | 10 мільйонів   | SK Bioscience           | -                          |

### Хронологія прибуття вакцини
| Вакцина            | Виробник              | Надійшла       | Екстрене схвалення | Схвалення      | Застосування   |
| ------------------ | --------------------- | -------------- | ------------------ | -------------- | -------------- |
| Oxford-AstraZeneca | SK Bioscience         | 4 січня 2021   | Ні                 | 10 лютого 2021 | 26 лютого 2021 |
| Oxford-AstraZeneca | Catalent              | 4 січня 2021   | 12 травня 2021     | 21 травня 2021 | 14 травня 2021 |
| Pfizer–BioNTech    | Pfizer                | 25 січня 2021  | 3 лютого 2021      | 5 березня 2021 | 27 лютого 2021 |
| Janssen            | Emergent BioSolutions | 27 лютого 2021 | Ні                 | 7 квітня 2021  | 10 червня 2021 |
| Moderna            | Lonza                 | 12 квітня 2021 | Ні                 | 21 травня 2021 | 17 June 2021   |
| Moderna            | Samsung Biologics     | В очікуванні   | В очікуванні       | В очікуванні   | В очікуванні   |
| Novavax            | SK Bioscience         | В очікуванні   | В очікуванні       | В очікуванні   | В очікуванні   |

### Виробництво вакцин
Компанія AstraZeneca підписала угоду з південнокорейською компанією «SK Bioscience» на виробництво своїх вакцин. Ця угода дозволяє «SK Bioscience» виробництво вакцини AZD1222 для місцевого і глобального використання. У лютому 2021 року Всесвітня організація охорони здоров'я схвалила вакцину AstraZeneca проти COVID-19 для екстреного використання. Початкове схвалення стосується і доз, вироблених «AstraZeneca» та південнокорейською компанією «SK Bioscience».
Південнокорейська компанія «Korus Pharm» створила консорціум для виробництва російської вакцини від COVID-19 «Спутник V», який мав виготовити 500 мільйонів доз вакцини. Однак вакцина «Спутник V», виготовлена в Південній Кореї, не призначена для внутрішнього використання. Вакцину планували експортувати до Росії та ОАЕ.
Компанія «Novavax» передала ліцензію на свою технологію вакцини NVX-CoV2373 компанії SK Bioscience для налагодження виробництва вакцини. «SK Bioscience» мав виготовити 40 мільйонів доз вакцини Novavax.

### Вакцини на експериментальній стадії
9 січня 2023 року компанія SK Bioscience подала досліджуваний новий препарат GBP510 на схвалення як вакцини проти COVID-19 до міністерства безпеки харчових продуктів і ліків Кореї для проведення III фази клінічних досліджень. «SK Bioscience» планувала клінічне дослідження III фази у формі клінічного дослідження порівняльної ефективності, проведеного за участі 4 тисяч осіб у Південній Кореї.
| Вакцина        | Тип (технологія) | I фаза   | II фаза  | III фаза |
| -------------- | ---------------- | -------- | -------- | -------- |
| INO-4800       | ДНК-вакцина      | виконано | виконано | триває   |
| GX-19 (GX-19N) | ДНК-вакцина      | виконано | триває   | триває   |
| EuCorVac-19    | Субодинична      | виконано | триває   | ще ні    |
| GBP510         | Субодинична      | виконано | виконано | триває   |
| AdCLD-CoV19    | Векторна         | виконано | триває   | ще ні    |
| GLS-5310       | ДНК-вакцина      | виконано | триває   | ще ні    |
| NBP2001        | Субодинична      | виконано | виконано | виконано |
| EG-COVID       | мРНК             | триває   | триває   | ще ні    |
| IN-B009        | Субодинична      | триває   | ще ні    | ще ні    |